# Julia Mestern
Julia Mestern (* 11. Juli 1976 in Hamburg) ist eine deutsche Vielseitigkeitsreiterin.

## Leben
Julia Mestern wuchs in Hamburg-Rahlstedt auf. Mit 12 Jahren wurde sie zunächst aus gesundheitlichen Gründen von ihren Eltern zum Voltigieren geschickt, entschied dann aber schon vor ihrem Schulabschluss, das Reiten zum Beruf machen zu wollen. Nach ihrem Abitur 1996 absolvierte sie eine Ausbildung zur Pferdewirtin und schloss diese 1998 in Warendorf mit Auszeichnung ab. Von 2000 bis 2008 arbeitete sie zunächst als angestellte Pferdewirtin auf dem Gestüt Floggensee, danach als selbständige Pferdewirtin auf derselben Anlage. 2010 verließ Mestern Schleswig-Holstein und wechselte auf das Bayerische Haupt- und Landgestüt Schwaiganger. 2012 bestand sie die Prüfung zur Pferdewirtschaftsmeisterin und zog auf eine kleine Reitanlage im württembergischen Hüttlingen.
2013 baute sie sich zusammen mit ihrem Lebensgefährten eine eigene selbständige Reitanlage in Babenhausen auf, kehrte im Frühjahr 2015 jedoch Süddeutschland den Rücken und zog zurück nach Schleswig-Holstein. Seitdem ist sie für die Ausbildung von Dressur- und Vielseitigkeitspferden auf dem Gestüt Rohlsdorfer Beek in der Nähe von Ratekau zuständig und startete zunächst für den RV Bad Schwartau, ab Mai 2016 nun aber für den PSFV Süseler Baum.
Seit November 2023 lebt sie in Dänemark auf der Anlage der Instagramerin Vanessa Holm (bekannt als N.e.s.s.i.s Welt), unter anderem um die Herpes-Impfpflicht der FN zu umgehen.

## Sportlicher Werdegang
Bereits 2004 und 2005 wurde Mestern auf dem Hannoveraner Hengst Schorsch (von Sherlock Holmes - Weltmeyer) Landesmeister Hamburg/Schleswig-Holstein in der Vielseitigkeitsreiterei.
2006 reichte es zur Vize-Landesmeisterschaft und auch bei der Deutschen Mannschaftsmeisterschaft der Vielseitigkeitsreiter zur Silbermedaille.
2007 holte sie zunächst am 14./15. Juli bei den Deutschen Mannschaftsmeisterschaft Vielseitigkeit in Hohenberg-Krusemark die Bronzemedaille, bevor sie sich die internationale Aufmerksamkeit verdiente und sowohl im Einzel als auch mit der Mannschaft Gold bei den Europameisterschaften der Ländlichen Vielseitigkeitsreiter im schwedischen Övedskloster gewann. Im selben Jahr gewann sie auch die deutsche Vizemeisterschaft im Berufschampionat der Dressurreiter und zum 3. Mal die Landesmeisterschaft bei den Vielseitigkeitsreiter Hamburg/Schleswig-Holstein, zwei Erfolge, die sie 2008 wiederholen konnte.
Das Jahr 2008 ergänzte Mester mit einem Sieg im CCI*** im niederländischen Boekelo. Im Mai 2009 siegte sie im Berufsreiterchampionat (CIC*) und erreichte den 2. Platz im CIC*** der 22. Internationalen Marbacher Vielseitigkeit. Auch 2009 konnte sich Mestern beim CCI*** in Boekelo durchsetzen.

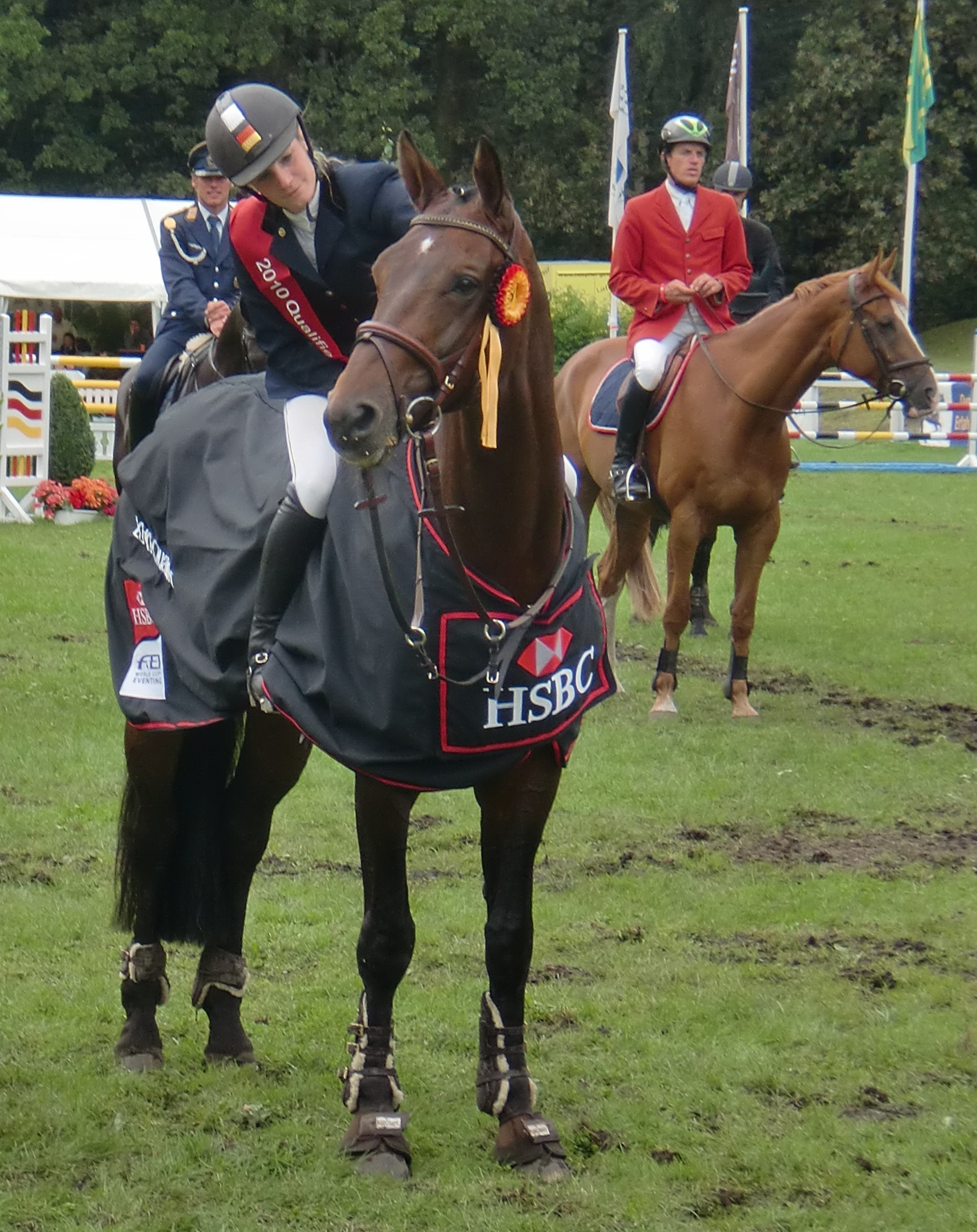
Deutsche Meister und Sieger der Weltcupqualifikation von Schenefeld 2010: Julia Mestern und FRH Schorsch

2010 schließlich erreichte Mestern mit Schorsch ihren bisherigen Zenit mit dem Gewinn der Deutschen Meisterschaft der Vielseitigkeitsreiterei in Schenefeld. Zwar konnte Julia Mestern auch 2011 noch mit einem 2. Platz beim CCI** im italienischen Vairano überzeugen, bei den Deutschen Meisterschaften musste sich die Titelverteidigerin jedoch keine zwei Punkte hinter dem Sieger Andreas Ostholt liegend mit Bronze zufriedengeben.
Als Einzelreiterin wurde Julia Mestern mit Schorsch für die Vielseitigkeits-Europameisterschaften 2011 in Luhmühlen nominiert. Diese schloss sie auf dem 19. Platz ab. Aufgrund der starken Konkurrenz wurde Julia Mestern mit Schorsch trotz ihrer Erfolge nicht in das Bundeskader Vielseitigkeit 2012 berufen und verpasste daher die Teilnahme an den Olympischen Sommerspielen 2012. 2013 schied Schorsch aus dem aktiven Turniersport aus.
Nach einigen Jahren Abstinenz von großen Turniersiegen macht Mestern wieder auf dem Württemberger Wallach Grand Prix IWest (von Grafenstolz - Grafenstein) von sich reden und gewann mit ihm 2015 und 2016 die Landesmeisterschaften Hamburg/Schleswig-Holstein und siegte in verschiedenen CIC*- Turnieren und einem CIC**- Turnier. Beim im Rahmen des CIC 3* Marbach ausgetragenen Deutschen Berufsreiterchampionat 2017 kam sie mit Grand Prix auf den zweiten Rang. Im September des Jahres war Mestern mit Grand Prix Teil der siegreichen deutschen Mannschaft beim CICO 3* Waregem, in der Einzelwertung kam sie auf Rang vier.